# Aloe mccoyi
Aloe mccoyi ist eine Pflanzenart der Gattung der Aloen in der Unterfamilie der Affodillgewächse (Asphodeloideae). Das Artepitheton mccoyi ehrt den US-Berater und Pflanzensammler Thomas A. McCoy, der in Saudi-Arabien wohnt.

## Beschreibung

### Vegetative Merkmale
Aloe mccoyi wächst stammbildend und einzeln. Die kriechenden Stämme erreichen eine Länge von bis zu 200 Zentimeter und sind 8 Zentimeter dick. Die 15 bis 20 ausgebreiteten bis abwärts gebogenen Laubblätter sind breit dreieckig und an ihrer Spitze spitz. Ihre graue bis bläulich grüne Blattspreite ist 30 bis 40 Zentimeter lang, 12 Zentimeter breit und bis zu 4 Zentimeter dick. Der schmale, knorpelige, rosafarbene Blattrand ist ganzrandig. Gelegentlich sind zur Spitze hin ein oder zwei Zähnen vorhanden. Der dicke, gelbe Blattsaft trocknet gelb.

### Blütenstände und Blüten
Der Blütenstand besteht aus ein bis zwei Zweigen und erreicht eine Länge von 40 bis 50 Zentimeter. Die ziemlich lockeren  Trauben sind bis zu 28 Zentimeter lang. Die eiförmig-spitzen Brakteen weisen eine Länge von 5 Millimeter auf und sind 2,5 Millimeter breit. Die roten bis rosafarbenen Blüten sind an ihrer Mündung gelb und stehen an 7 Millimeter langen, roten Blütenstielen. Die Blüten sind 25 bis 33 Millimeter lang. Auf Höhe des Fruchtknotens weisen die Blüten einen Durchmesser von 7 Millimeter auf. Ihre äußeren Perigonblätter sind auf einer Länge von 10 Millimetern nicht miteinander verwachsen. Die Staubblätter und der Griffel ragen 2 Millimeter aus der Blüte heraus.

## Systematik und Verbreitung
Aloe mccoyi ist in Jemen im Fartaq-Gebirge in einer Höhe von etwa 430 Metern verbreitet. Die Art ist nur vom Typusfundort bekannt.
Die Erstbeschreibung durch John Jacob Lavranos und Bruno A. Mies wurde 2001 veröffentlicht.

## Nachweise